# Paralleljustiz
Als Paralleljustiz wird eine Form der Konfliktlösung und Beilegung von Streitigkeiten oder Straftaten, die rechtlich relevante Tatbestände darstellen, bezeichnet, die außerhalb der staatlichen Rechtsordnung stattfindet.

## Definition
Paralleljustiz ist von rechtlich und gesellschaftlich akzeptierten Formen der (außergerichtlichen) Streitbeilegungen (Mediation, Schlichtung usw.) abgegrenzt. In der Paralleljustiz übernehmen private Organisationen Funktionen der staatlichen Rechtsordnung, obwohl sie dazu im Rahmen der staatlichen Rechtsordnung kein Mandat haben.

## Auswirkungen
Durch eine Paralleljustiz kann der staatliche Auftrag des Schutzes Schwächerer sowie die Einhaltung der Grundrechte der Bürger nicht aufrechterhalten werden. Dies gefährdet den Rechtsfrieden im Rahmen einer staatlichen Ordnung und verletzt meist rechtsstaatliche Verhältnisse.

## Paralleljustiz in Deutschland
In Deutschland gibt es Fälle von Paralleljustiz in Form islamischer Friedensrichter im Bereich der Clan-Kriminalität.